# Jeff Braine
Jeff Braine es un actor estadounidense. Interpretó el papel de Jean-Claude Sobriquet. Nació el 30 de septiembre de 1978 en Cheyenne, Wyoming.
Su carrera como actor comenzó en la producción del episodio de la cuarta temporada de Drake & Josh La Batalla de Panthatar a mediados del 2005. Al año siguiente, el 25 de febrero de 2006, interpretó a Jean-Claude Sobriquet en Haversham Hall. Durante este mismo año, también ha estado interpretando a varios personajes como A.J. en Malcolm el de en medio y a Kyle en Phil del Futuro.
El 15 de enero de 2008, decidió terminar su participación, grabando la película Las aventuras de Food Boy en Utah.

## Filmografía selecta

### Series de televisión
- 2007 Passions como voz metálica
- 2007 Drake & Josh como Thornton
- 2006 Phil of the Future como Kyle
- 2006 Malcolm in the Middle como A.J.
- 2006 Haversham Hall como Jean-Claude Sobriquet

### Películas
- 2008 The Adventures of Food Boy como Dylan